# Schelde (rivier)

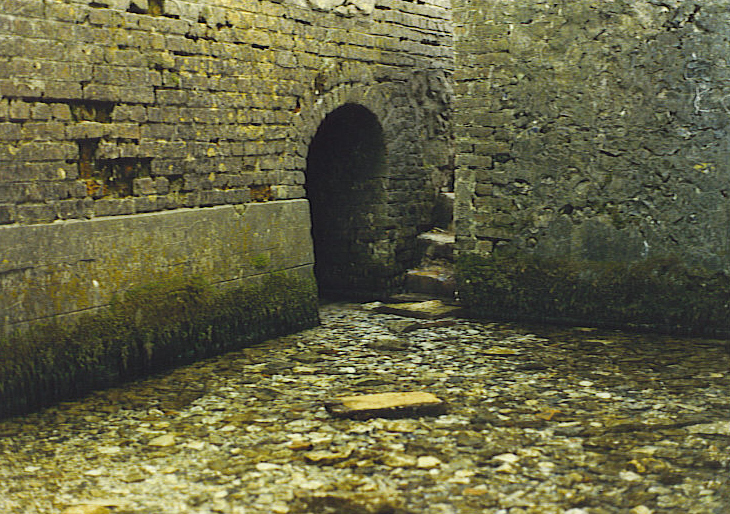
Scheldebron te Gouy

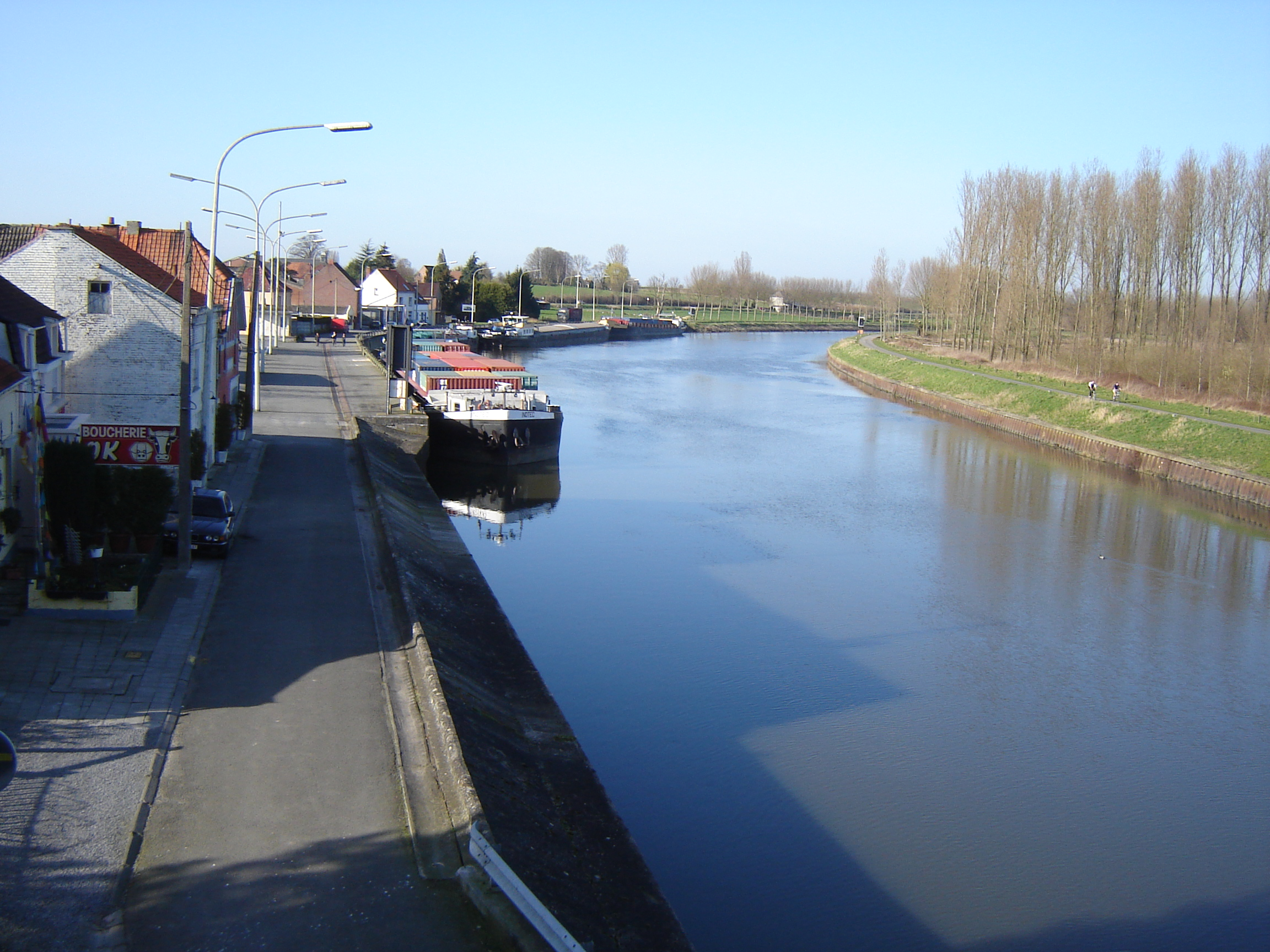
Schelde te Bléharies, kort na het binnenstromen in België

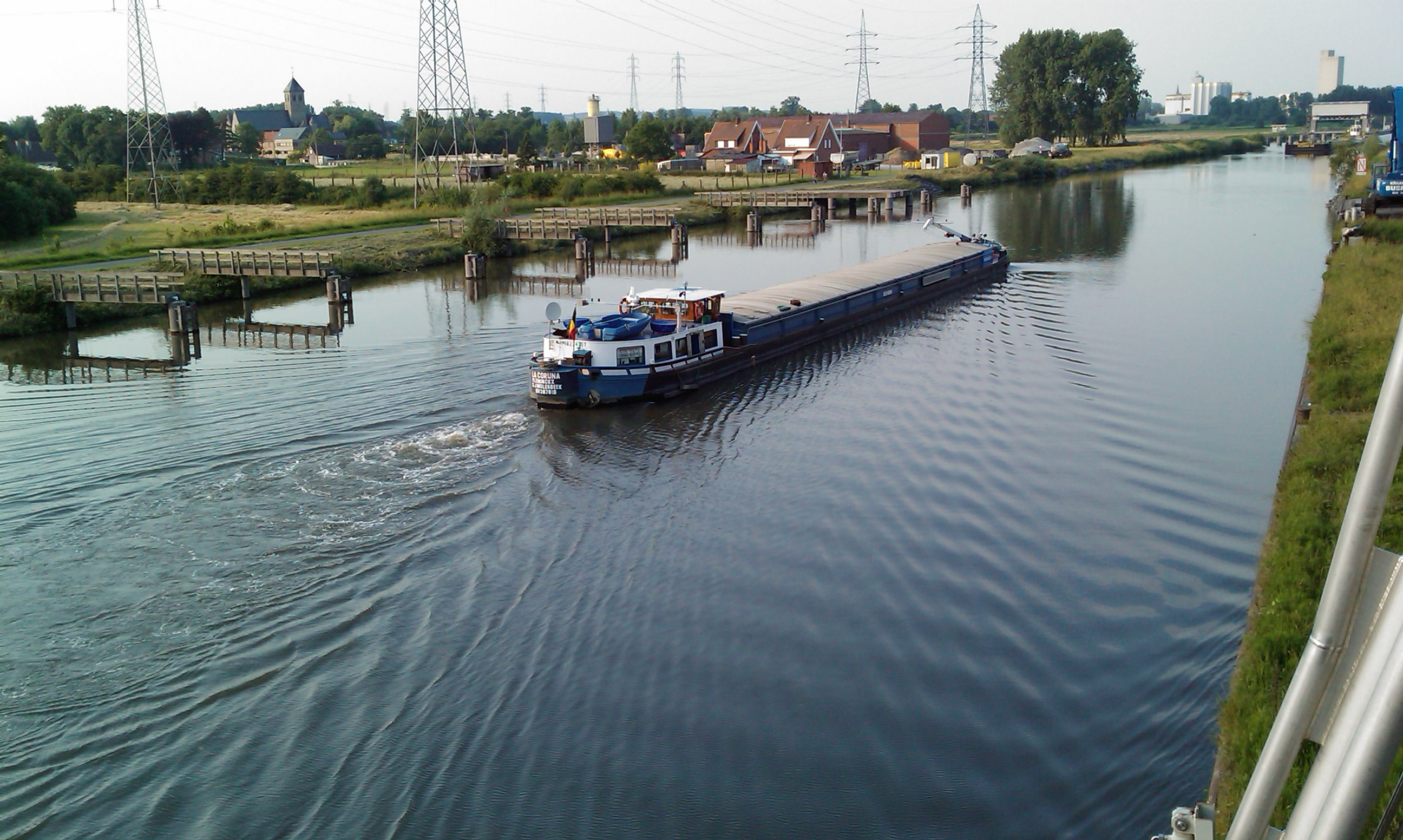
Schelde rond Ruien (Oost-Vlaanderen)

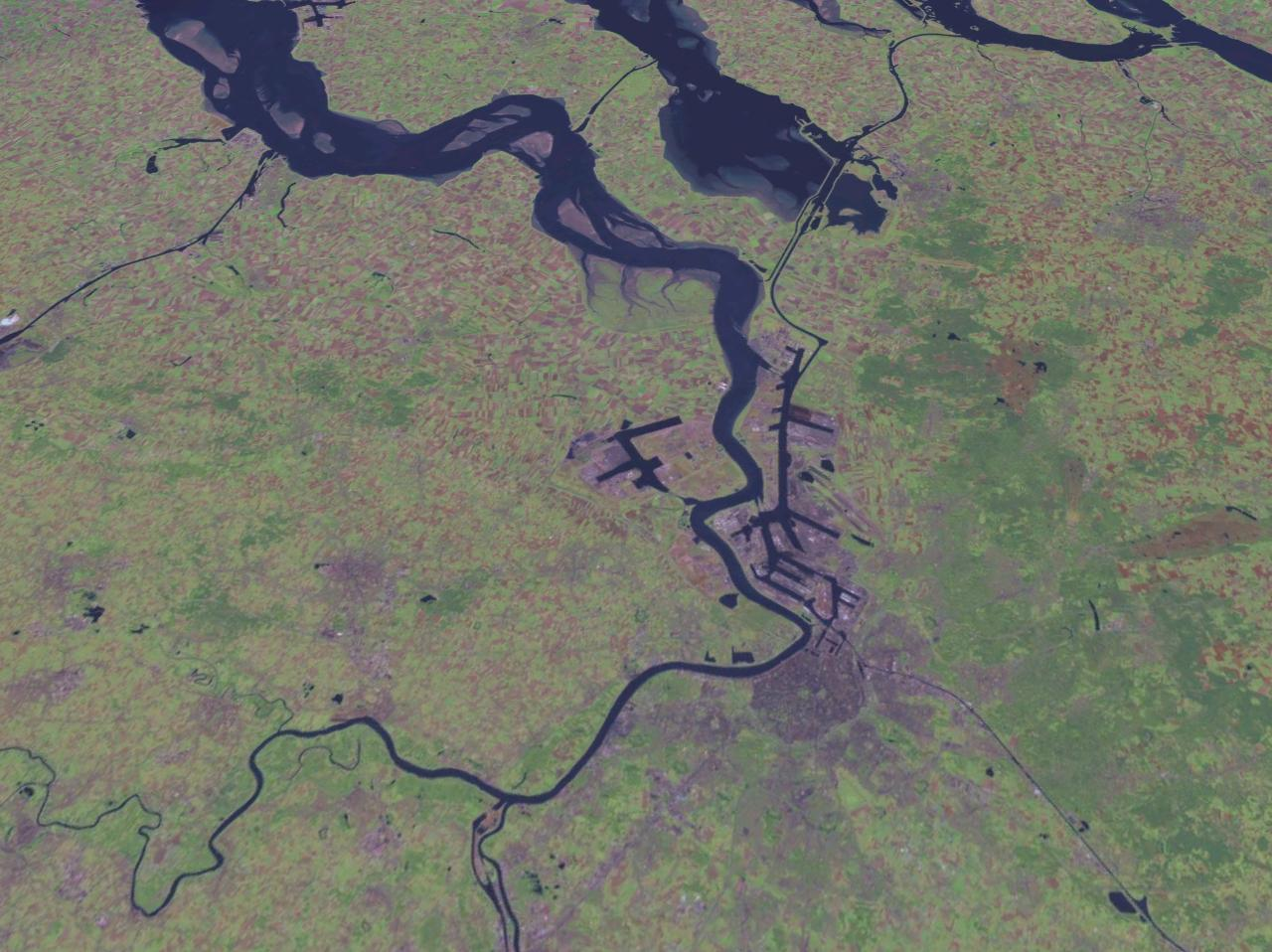
Satellietfoto van de Schelde bij Antwerpen

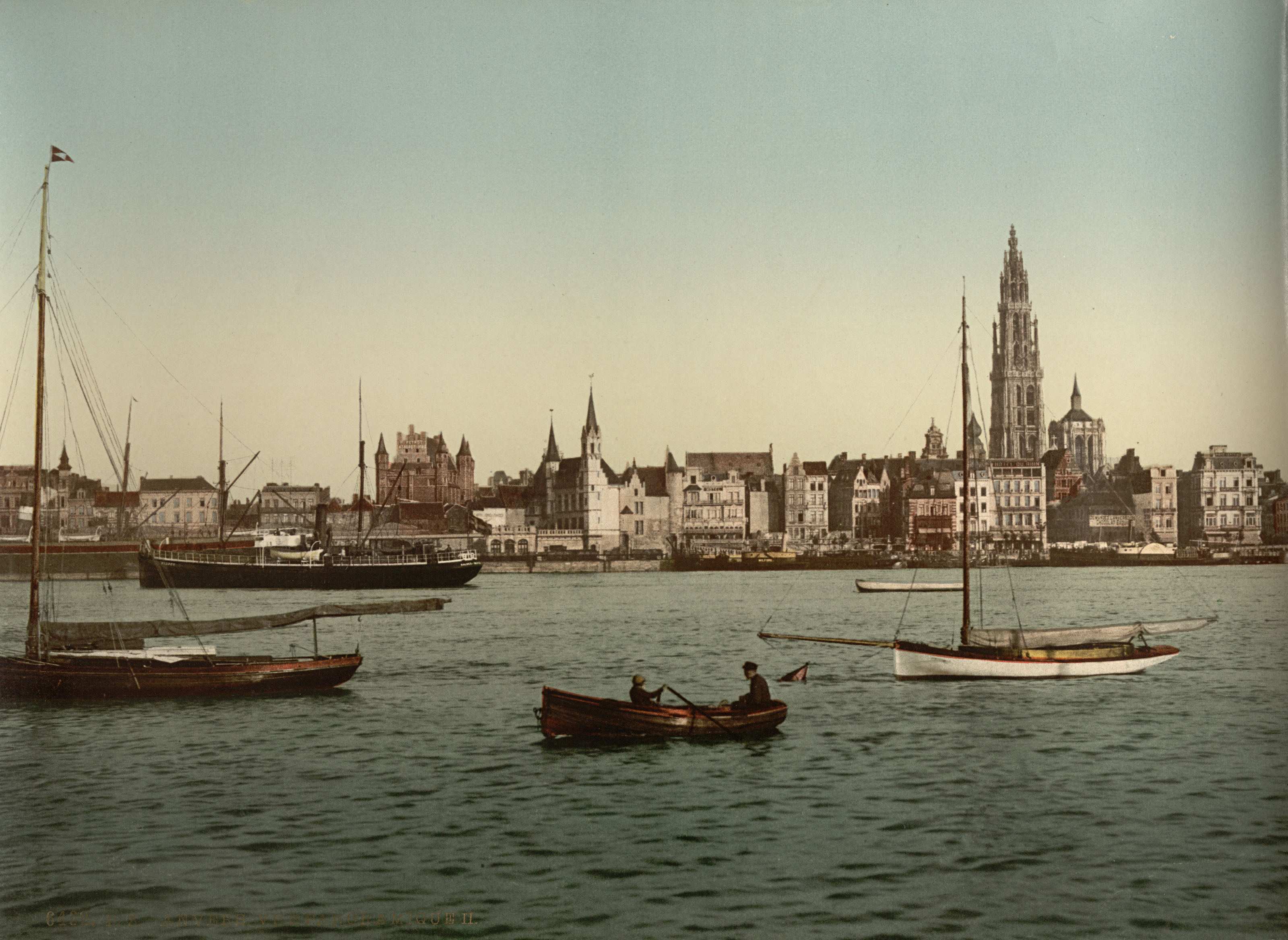
De Schelde bij Antwerpen, photochrom, ca. 1890-1900

De Schelde (Frans: Escaut) is een 350 kilometer lange rivier die ontspringt in de Franse gemeente Gouy in het noorden van Frankrijk en door België en het zuidwesten van Nederland naar de Noordzee stroomt. Haar eerste benaming was Scaldis, in een Romeinse tekst uit de 1e eeuw voor Chr. Een andere naam was Scala. De grootste haven aan de Schelde is de haven van Antwerpen.
Al voor de Romeinen was de monding van de Schelde van strategisch belang.

## Verloop
De bron ligt bij Gouy op het Plateau van Saint-Quentin op 49° 59′ 13″ NB, 3° 16′ 0″ OL, 97 m boven zeeniveau. Het domein waarop de bron ligt (bij de voormalige abdij van Mont-Saint-Martin) was voor de helft in het bezit van de European Shipping Press Association, de Belgische vereniging van maritieme journalisten en publicisten. Deze droeg haar aandeel begin 2009 over aan het Gemeentelijk Havenbedrijf Antwerpen. De andere helft van het domein is in handen van het gemeentebestuur van Gouy. De bron komt uit de heuvel tevoorschijn door een romaanse boog. Een gedenkplaat in het Latijn vermeldt: Schelde, kristalheldere bron, gezegend is uw bestemming. Opborrelend uit een heilige grond, bevloeit en verrijkt gij de edele Nederlanden, en vele en beroemde steden kussend, treedt gij met grootse tred in het rijk der waternimfen.
Het stroomgebied van de Schelde wordt ingedeeld in drie parten:
- de Bovenschelde: vanaf haar bron tot Gent, waar ze samenvloeit met de Leie (circa 185 km) - zie Samenvloeiing van de Leie en de Schelde. In Gent wordt het stuk Schelde tussen de Waalse Krook en de samenvloeiing met de Leie de Nederschelde genoemd.
- de Zeeschelde: vanaf Gent, meer bepaald vanaf de sluis in Gentbrugge (waar reeds getijwerking te merken is), tot Antwerpen en de Belgisch-Nederlandse grens. In 2023 werd hier het Nationaal Park Scheldevallei opgericht.
- de Westerschelde: vanaf de grens via Terneuzen, Breskens en Vlissingen tot de monding in de Noordzee.

De Zeeschelde en de Westerschelde vormen samen een estuarium, waar het getij merkbaar is.
Oorspronkelijk verdeelde de Schelde zich bij Bath in twee takken, de Westerschelde, ook wel Honte genoemd, en de Oosterschelde. Hiervan was de Oosterschelde aanvankelijk de voornaamste tak, maar de verbinding hiermee is verbroken toen Walcheren en Zuid-Beveland door de aanleg van de Sloedam en de Kreekrakdam ten behoeve van de spoorlijn Vlissingen-Roosendaal met het vasteland werden verbonden. De Oosterschelde was echter belangrijk voor de scheepvaart en daarom werden het Kanaal door Zuid-Beveland en later het Schelde-Rijnkanaal aangelegd, waardoor Antwerpen weer een snelle verbinding kon krijgen met de Nederlandse waterwegen.

### Geschiedenis
Vanaf het Plioceen verdween de mariene invloed voorgoed in het stroomgebied van de Bovenschelde. Al snel moet zich in Noord-Frankrijk een voorloper van de Schelde hebben gevormd. Als gevolg van de subsidentie van de bekkens ten noorden van het Massief van Brabant waterden rivieren toen af richting het noordnoordoosten. Onder meer de Schelde waterde dus niet rechtstreeks in de Noordzee af, maar stroomde wel richting de Kempen om daar in een brede baai uit te monden, waarin meer noordelijk ook de Maas en Rijn uitmondden. In die contreien vond tijdens het Plioceen dan ook nog steeds afzetting van mariene en estuariene sedimenten plaats.
Doorheen het grootste deel van het Pleistoceen stroomde de Schelde nog steeds richting het noordnoordoosten, uitmondend in de zich opvullende baai ter hoogte van de ruime regio rond Den Bosch. In het stroomgebied van de Bovenschelde, voltrok zich tijdens de grillige klimatologische omstandigheden van het Pleistoceen echter een geomorfologisch interessant fenomeen met de Schelde in de hoofdrol: terrasvorming. Het geaccidenteerde reliëf in de Vlaamse Ardennen is voor een niet onbelangrijk deel te wijten aan deze terrassen.
Gedurende de voorlaatste ijstijd, het Saalien, veranderde de constellatie van het stroomgebied van de Schelde ingrijpend. Door de extreem lage zeespiegel werd de Vlaamse Vallei  gevormd, een zeer diep uitgesleten riviervallei tot 30m onder de huidige zeespiegel diep, met de hoofdgeul lopende van Mechelen naar Gent en verder via Eeklo tot Zeebrugge, en met uitlopers van Oudenaarde over Brussel tot Diest. Tijdens de laatste ijstijd, het Weichselien, stroomde de Schelde vanaf Gent dan ook naar het noordwesten en zette als verwilderde rivier grote pakketten zand af in de Vlaamse Vallei. Ten westen van Walcheren mondde de Schelde uit in de Loubourg, een rivier die het gecombineerde water van Rijn, Maas en Theems afvoerde richting Het Kanaal, doorheen het Nauw van Calais.
Het zuidelijke deel van de Noordzee lag, met uitzondering van de Loubourgdelta, grotendeels droog en was in grote mate onbegroeid. De winden die over deze poolwoestijn raasden, schepten in het Noordzeebekken sedimentdeeltjes op en zetten deze enkele honderden kilometers zuidelijker weer af. De zwaardere zandkorrels werden eerst afgezet, in Zandig Vlaanderen, waardoor de Vlaamse Vallei verder opgevuld geraakte. Meer zuidelijk werd de resterende lichtere fractie (loess of löss) gedeponeerd. Op sommige locaties vormden de aangeblazen sedimenten op het einde van het Weichselien duinen of zandruggen. De meest opvallende van deze relatief beperkte reliëfverschillen, de dekzandrug Verrebroek-Gistel, die vanaf het Brugse over Maldegem en het noorden van het Meetjesland naar het noordoosten van het Waasland loopt, zou bij de overgang naar het Holoceen nog een belangrijke rol spelen.
Toen tijdens het Laatglaciaal, als gevolg van de toenemende temperatuur, de zeespiegel opnieuw naar een min of meer hedendaags niveau steeg, 'verdronk' de Loubourg-rivier en kwam de monding van de Schelde ongeveer ter hoogte van Zeebrugge te liggen. Door het geringe verval, het verwilderd rivierpatroon en het nog steeds obstructies vormende dekzand, zocht de Schelde onderweg naar zee vaak een ander pad, of splitste de rivier zich. Zo takte een deel van de rivier zich bij Gent oostwaarts af, vanaf waar het hedendaagse Schelde-tracé gevolgd werd tot in Dendermonde. De oostelijke bijrivieren van de Schelde, met name de Rupel en de Dender, stroomden (samen met de zijtak van de Schelde) via de Durme naar het westen, waar ze uitmondden in een uitgestrekt ondiep meer in de Moervaartdepressie, genesteld tegen de dekzandrug Verrebroek-Gistel. Het meer waterde af naar het westen, waar het een delta vormde met de Schelde.
Na de ijstijd, tijdens het Boreaal of het Atlanticum raakte deze delta echter tussen Eeklo en Maldegem door de voornoemde dekzandrug geblokkeerd.
Ondertussen was ten zuiden van Antwerpen echter de Cuesta van Boom (hoogte in het reliëf gevormd door de Boomse Klei) doorbroken als gevolg van terugschrijdende erosie (rivieronthoofding). Het gevolg hiervan was dat de Rupel, in plaats van naar het westen te stromen, doorheen het doorbraakdal van Hoboken naar het noorden stroomde. Merkwaardig genoeg, en geholpen door de afdamming van de Scheldedelta in de buurt van Maldegem, keerde vervolgens de stroomrichting van de Durme om, waardoor het meer dat zich in de Moervaartdepressie had gevormd opeens langs het oosten werd gedraineerd. Het noordwestelijk Schelde-tracé verzandde helemaal en enkel het hedendaagse tracé dat vanaf Gent oostwaarts stroomt bleef bestaan.
Omstreeks het Subboreaal lag het stroomgebied van de Schelde in België dus min of meer vast. Dat was niet het geval in Nederland. De Schelde vloeide op dat moment vanaf de Nederlands-Belgische grens immers pal noordwaarts richting Goeree-Overflakkee, waar de rivier in een brede veenlagune uitmondde en alzo waarschijnlijk ook in contact stond met het Helinium, het brede estuarium van Maas en Waal.
Pas omstreeks de 7e eeuw zou de Scheldemonding verplaatsen naar de Oosterschelde. De Westerschelde was toen nog een smalle inham, de Sincfal, die in de loop van de eeuwen steeds verder landinwaarts doordrong. In de 9e eeuw brak het laatste stukje naar de Schelde door, via de Honte, en vormde op dat moment de Westerschelde. Het zou echter nog tot de 15e eeuw duren alvorens de Westerschelde de rol van hoofdgeul zou overnemen van de Oosterschelde.

### Zijrivieren
– Zie ook Stroomgebied van de Schelde –
In Spiere monden de Grote Spiere (Espierre) en het Spierekanaal in de Schelde uit. In Henegouwen voegen de Hene en de Ronne en in Oost-Vlaanderen de Zwalm zich bij de Schelde. Daarna stroomt de Schelde richting Gent waar ze – zoals de Leie - uitkomt in de Ringvaart rond Gent. De volgende grote bijrivieren zijn de Dender bij Dendermonde, de Durme nabij Tielrode en de Rupel bij Rupelmonde. In Antwerpen komen de Schijn en het Albertkanaal bij de Schelde. Ook de haven van Antwerpen staat via verschillende sluizen in verbinding met de Schelde.

### Sluizen
Er liggen verschillende sluizen langs de loop van de Schelde. Van bron tot monding:
- Doornik
- Spiere
- Kerkhove[8]
- Oudenaarde[9]
- Asper[10]
- Gentbrugge[11]
- Merelbeke (eigenlijk ringvaart)[12]

### Bruggen en tunnels
Westerscheldetunnel (weg) · Antigoontunnel (spoor) · Liefkenshoektunnel (weg) · Oosterweeltunnel (Lange Wapperbrug†) (weg/fiets) · Waaslandtunnel (weg) · Brabotunnel (premetro) · Sint-Annatunnel (voet/fiets) · Kennedytunnel (weg/fiets/spoor) · Scheldebrug (Antwerpen) (fiets/voet) · Temsebrug (weg + spoor) · Vlassenbroekbrug (weg) · Dendermondebrug (weg + spoor) · Schoonaardebrug (weg) · Uitbergenbrug (weg) · Scheldefietsbrug (Wetteren) · Wetterenbrug (weg) · Mellebrug (weg)

### Veerdiensten
Er zijn enkele veerverbindingen tussen beide Scheldeoevers, alle bedoeld voor voetgangers en (brom)fietsers:
- Schellebelle - Uitbergen: Veer van Schellebelle
- Appels - Berlare: Appels Veer
- Baasrode - Moerzeke
- Mariekerke - Moerzeke - Sint-Amands
- Driegoten - Weert
- Rupelmonde - Wintam
- Bazel - Hemiksem
- Kruibeke-Hoboken
- Sint-Anna - Antwerpen
- Fort Liefkenshoek - Fort Lillo
- Breskens-Vlissingen

### Uitdieping
De waterloop vervoert veel zand en slib, en bovendien moet de doorgang van steeds grotere schepen naar de haven van Antwerpen verzekerd worden. Dat vereist niet alleen regelmatig baggerwerken, maar ook het uitdiepen van de vaargeul. Dit gebeurde in 1970, 1995 en 2010.

## Culturele geschiedenis

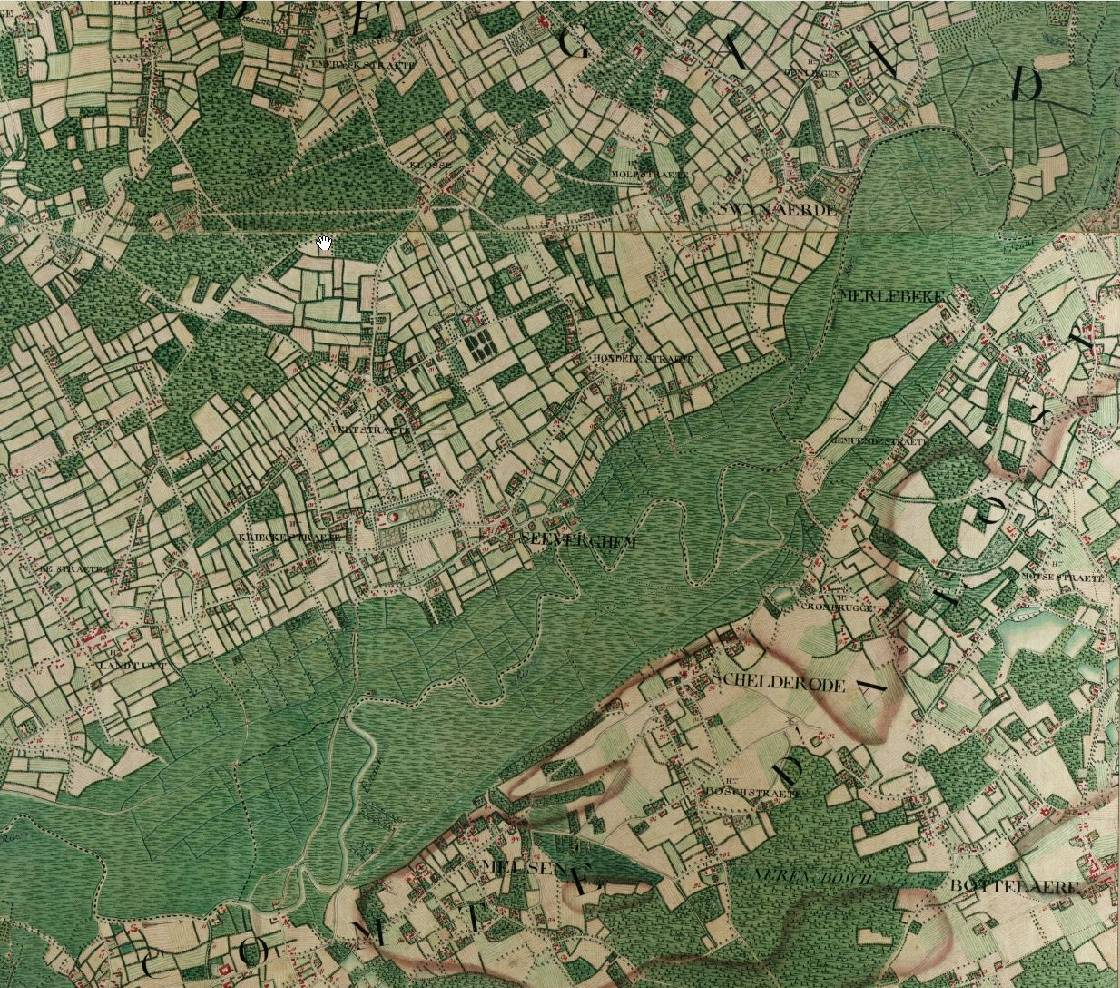
De Scheldevallei bij Merelbeke in 1777 op de kaart van Joseph de Ferraris

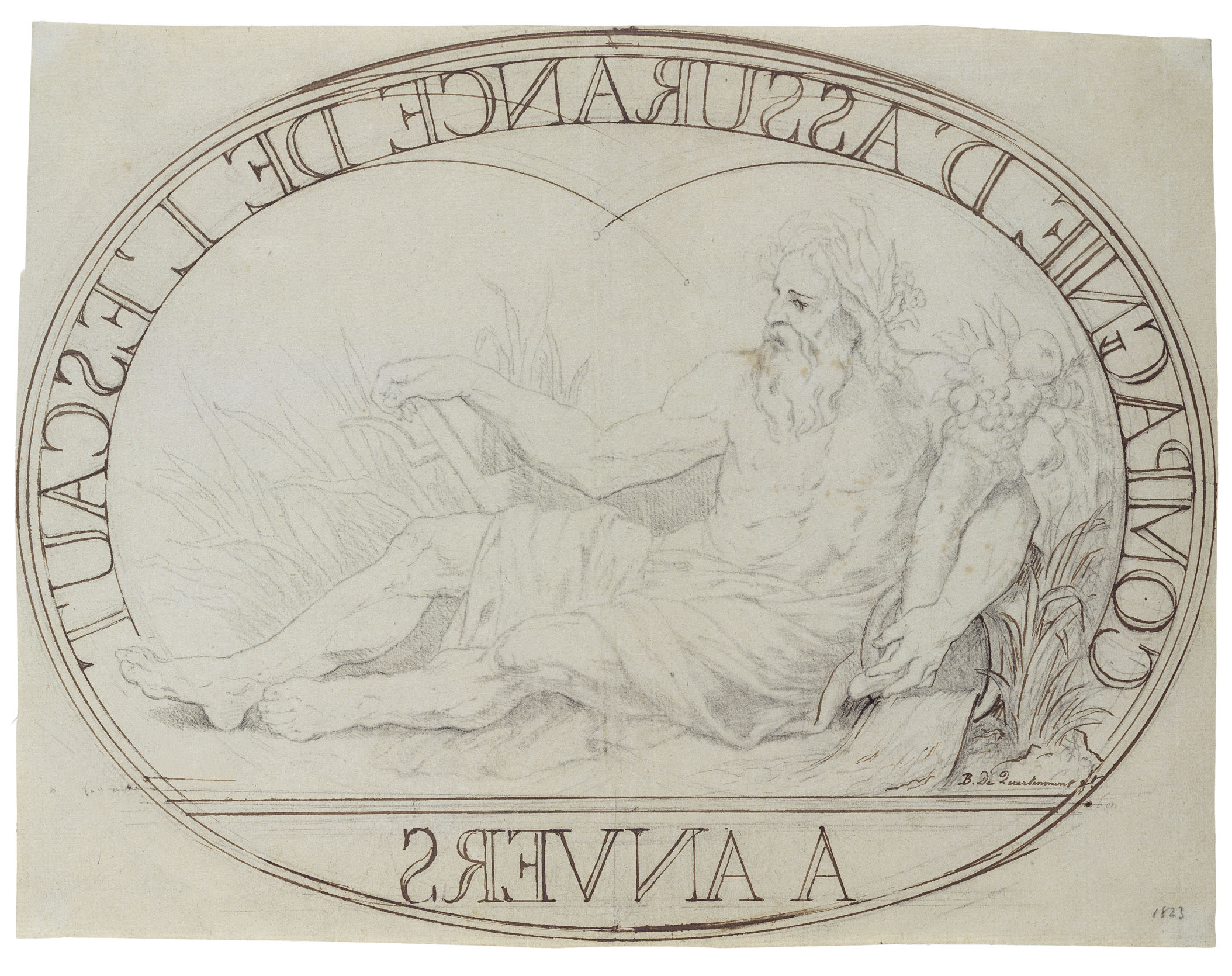
Andreas Bernardus de Quertenmont, Ontwerp voor een ovalen plaat met de stroomgod Scaldis, Museum Plantin-Moretus (bruikleen Erfgoedfonds, Koning Boudewijnstichting)

Julius Caesar is de eerste die de Schelde vermeldt, onder de naam Scaldis, in een Romeinse tekst uit 52 voor Chr. De betekenis is onzeker. Verklaringen gebaseerd op een Germaanse grondvorm skald, dat ondiep water dan wel riet zou betekenen zijn meermaals geopperd maar blijken twijfelachtig gezien de timing (Caesar schreef de naam neer vooraleer de meeste Germanen rondom de Schelde opdoken) .  De voorkeur wordt dan ook gegeven aan de verklaring van de naamkundige M. Gysseling, die een Keltische of Belgische oorsprong vermoedt, waarschijnlijk gebaseerd op een nog oudere Indo-Europese grondvorm, zijnde kal (wat helder of schitterend betekent).
Kanttekening: Caesar maakt in De Bello Gallico duidelijk "dat de meeste der Belgae van Germaanse oorsprong zijn" (De Bello Gallico boek 2). Een Germaanse oorsprong "skald" naar Scaldis is logisch. De Germanen bewoonden het noorden van Gallië, ten noorden van de Somme. De taalgrens schoof op naar het noorden tot ongeveer de hedendaagse taalgrens.
De Schelde is al zeer lang van grote commerciële en strategische betekenis. De Romeinen hadden al belangstelling voor het Scheldegebied, ondanks het koude en natte weer en de vele overstromingen. De reden van hun belangstelling was de verbinding per schip naar Britannia. Op Walcheren stond een tempel waar hun scheepslui graag de hulp en bescherming van de godin Nehalennia inriepen voor zij via de Roompot, mogelijk een verbastering van Romanus Portus (Haven van de Romeinen) uitzeilden. Eerst was het gebied stevig in Romeinse handen. De grens lag zo'n 100 km naar het noorden aan de Rijn.
Omstreeks 260 begonnen echter invallen van de Franken een bedreiging te vormen. Rond 290 was het gebied in hun handen en belaagden zij de Romeinse scheepvaart met piraterij. Er volgde nog een aantal veldtochten tegen hen, onder keizer Constantijn bijvoorbeeld. Ook keizer Julianus probeerde hen te onderwerpen, maar gaf hun uiteindelijk (355) zo ongeveer heel het gebied van het latere graafschap Vlaanderen en het latere hertogdom Brabant in hun bezit onder voorwaarde dat ze bondgenoten (foederati) zouden worden. Later werd dit gebied de kern van waaruit zij Gallië zouden veroveren, beginnend met koning Clovis de zoon van Childerik. Van hem is bekend dat hij op de rivier ging zeilen.

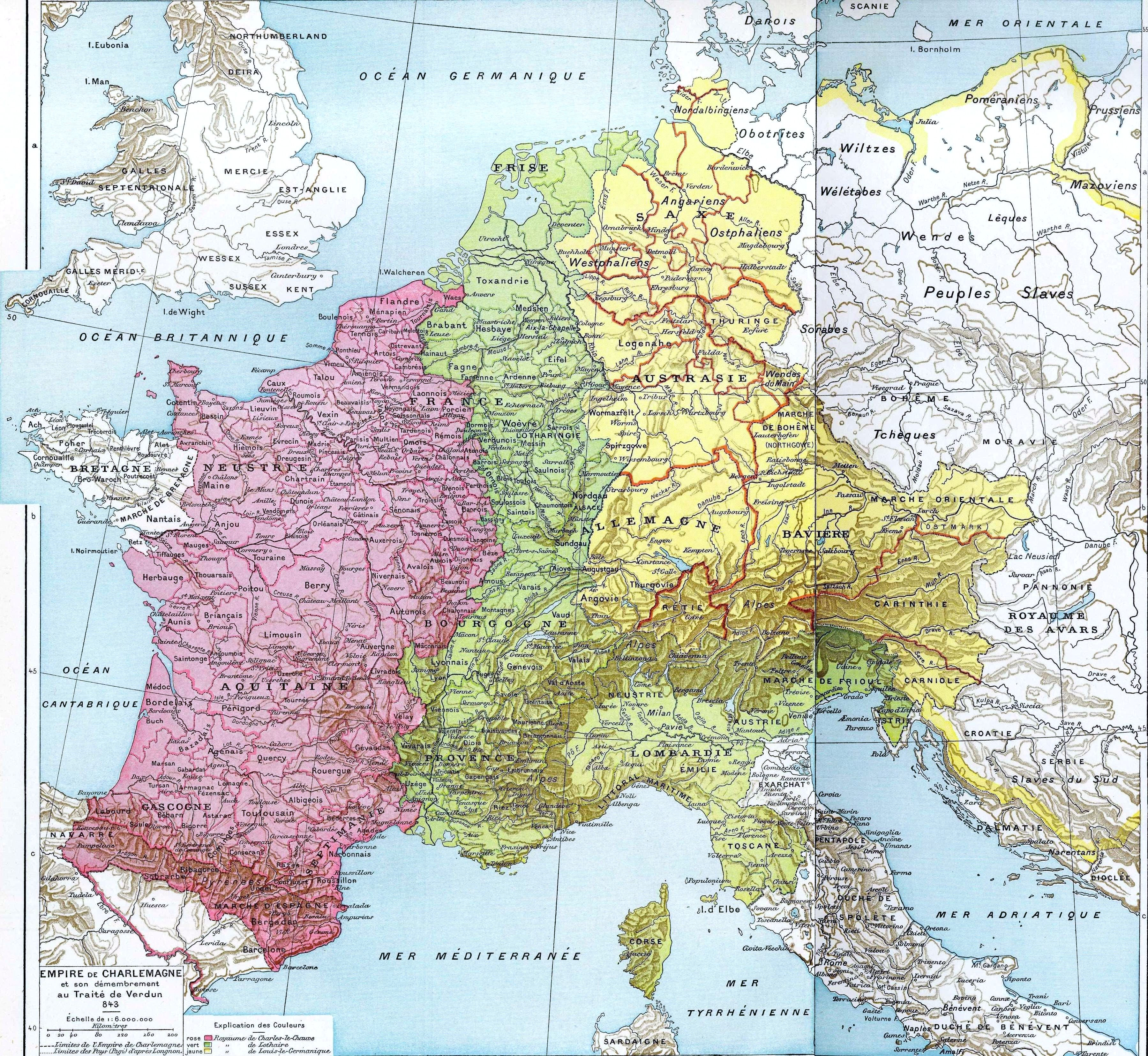
Verdeling van het Frankische Rijk bij het Verdrag van Verdun (843):
Karel de Kale (West-Francië)
Lotharius I (Midden-Francië)
Lodewijk de Duitser (Oost-Francië)

De Vikingen gebruikten in de 9e eeuw de Schelde als toegangspoort tot de Lage Landen en na de delingen van het Karolingische Rijk in 843 en 872 werd de rivier de grens tussen het Oost- en het Westrijk. Nochtans verwierven de Vlaamse graven Ename aan de overzijde van de Schelde, een dorp dat goed op weg was om in plaats van het nabije Oudenaarde uit te groeien tot een stad. De vijandigheden tussen beide rijken werden geaccentueerd door de verwoesting in 1054. Toch zou de rivier in theorie tot 1528 de grens tussen het Franse Koninkrijk en het Heilige Roomse Rijk blijven zodat Vlaanderen door de Schelde opgedeeld werd in een Kroon-Vlaanderen en een Rijks-Vlaanderen.
In het begin van de 14e eeuw bestond de Scheldemonding nog uit tientallen eilanden en inhammen. Boekhoute, Sluis en Aardenburg waren toen kleine havens van het graafschap Vlaanderen. Net als dit graafschap werd het Scheldegebied (vooral Gent en Antwerpen) later een van de economisch belangrijkste gebieden in Europa vanwege de handel.
Na de Val van Antwerpen, op 17 augustus 1585, eindigde de economische bloei en werd de rivier 'gesloten' voor doorgaande zeevaart. Het feit dat Staats-Vlaanderen in Noordelijke handen viel was daarbij van grote strategische betekenis. Pas in 1792 ging de Schelde weer 'open', tot de onafhankelijkheid van België in 1830. Na de pacificatie tussen België en Nederland in 1839 werd er uiteindelijk een Scheldeverdrag tussen Nederland en België gesloten waarin werd bepaald dat dat zo zou blijven.
Tijdens de Tweede Wereldoorlog werd de strategische betekenis van de rivier nog eens zwaar onderstreept. In de Slag om de Schelde werd hevig gevochten om de controle van de monding van de rivier en Walcheren werd middels een geallieerd bombardement onder water gezet om de Duitse troepen bij de Scheldemonding te verdrijven, zodat de haven van Antwerpen kon worden gebruikt om de geallieerde legers van voorraden te voorzien.

##### Milieu
Eind jaren '60, begin '70 jaren vroegen in Europa en de Verenigde Staten kleine voortrekkersgroepen aandacht voor "het milieu". Ongebreidelde industrialisatie, intensieve veeteelt en toegenomen autogebruik hadden geleid tot een forse daling van de kwaliteit van lucht, (zee)water en - op veel plaatsen - van de bodem. In productieketens en vervoersplannen had men hiervoor te weinig oog gehad.
Vanuit een toenemende bezorgdheid over de watervervuiling van de Schelde werd in 1987 in het Nederlandse Breskens de actiegroep Redt de Schelde opgericht. Deze groep overhandigde 20.000 handtekeningen aan de verantwoordelijke ministers in Nederland en België om erop aan te dringen dat de overheid stappen zou ondernemen om de waterkwaliteit van de Schelde te verbeteren. Ook organiseerde deze groep in 1989 een voettocht van de monding naar de bron om aandacht te vragen voor de dramatische toestand waarin de Schelde verkeerde. ‘Redt de Schelde’ vond allengs meer medestanders in het streven naar een schonere Schelde. Een jaar later werd aan de monding van de Schelde in Breskens het beeld Wachters van de Schelde onthuld van priester-kunstenaar Omer Gielliet. Een bronzen replica van het beeld werd aangeboden aan alle gemeenten langs de Schelde. Wie het beeld aanvaardde, verbond zich er toe te ijveren voor een schonere Schelde en kreeg de titel ‘Wachter’. Tot nu toe zijn er negen ‘Wachters’: Antwerpen, Beveren, Bornem, Buggenhout, Dendermonde, Kruibeke, Sint-Amands, Temse en het Zeeuws-Vlaamse Oostburg. Met de ramp in Tsjernobyl in 1986 nog vers in het geheugen werd ook het plaatsje Doel aangedaan, waar een kernenergiecentrale staat. Delen van de rivier zijn Europees beschermd als onderdeel van Natura 2000-gebieden 'Schelde en Durme-estuarium van de Nederlandse grens tot Gent' (BE2300006) en 'Westerschelde & Saeftinghe' (NL9803061).

## Milieu-incidenten
- Op 9 april 2020 vond een incident plaats bij suikerraffinaderij Tereos in het Franse Escaudœuvres, waarbij een dambreuk ervoor zorgde dat ongeveer 100.000 m³ verontreinigd water in de Schelde terechtkwam. De breuk deed zich voor in de dam rond een bezinkselbassin waarin zich water bevond dat verontreinigd was met bietenpulp. Bij het natuurlijk afbraakproces van deze organische materie werd massaal opgeloste zuurstof aan het rivierwater onttrokken, waardoor stroomafwaarts een grootschalige vissterfte veroorzaakt werd.[14] De Waalse minister van Leefmilieu Céline Tellier sprak van een "ecologische catastrofe".[15] De bevoegde Belgische overheden en hulpdiensten probeerden de gevolgen te beperken door onder andere beluchters te installeren op de kritieke punten, nog levende vis te vangen en naar veilige waters te brengen en het oppompen van Scheldewater naar andere kanalen stop te zetten. Ook werden onder andere de kanalen van de Gentse binnenstad afgesloten voor het verontreinigde water, met de bedoeling de vervuiling via het kanaal Gent-Terneuzen af te leiden naar de Westerschelde.[16][17] Door de maatregelen konden al te ernstige gevolgen in Vlaanderen vermeden worden, maar het visbestand in Frankrijk en Wallonië ging quasi volledig verloren. Men schatte dat het in Frankrijk en Wallonië 10 tot 15 jaar zou duren eer het visbestand weer hersteld zou zijn.[18]

## Dorpen en gemeenten langs de Schelde

### In Frankrijk
Gouy,
Le Catelet,
Vendhuile,
Ossu,
Honnecourt-sur-Escaut,
Banteux,
Bantouzelle,
Les Rues-des-Vignes,
Crèvecœur-sur-l'Escaut,
Masnières,
Marcoing,
Noyelles-sur-Escaut,
Cantaing-sur-Escaut,
Proville,
Fontaine-Notre-Dame,
Cambrai,
Neuville-Saint-Rémy,
Ramillies,
Escaudoeuvres,
Eswars,
Thun-l'Évêque,
Thun-Saint-Martin,
Iwuy,
Estrun,
Hordain,
Bouchain,
Neuville-sur-Escaut,
Lourches,
Douchy-les-Mines,
Denain,
Wavrechain-sous-Denain,
Haulchin,
Rouvignies,
Prouvy,
Thiant,
Maing,
Trith-Saint-Léger,
Valenciennes,
Anzin,
Saint-Saulve,
Bruay-sur-l'Escaut,
Onnaing,
Escautpont,
Fresnes-sur-Escaut,
Condé-sur-l'Escaut,
Vieux-Condé,
Odomez,
Hergnies,
Bruille-Saint-Amand,
Château-l’Abbaye,
Flines-lez-Mortagne,
Mortagne-du-Nord,
Maulde

### In België

#### In Wallonië
Bléharies,
Hollain,
Bruyelle,
Antoing,
Doornik (Calonne, Chercq, Doornik),
Pont à Chin,
Pecq (Esquelmes, La Garenne, Pecq, Warcoing),
Celles (Marais-de-Pottes), Mont-de-l'Enclus

#### In Vlaanderen
Spiere,
Helkijn,
Bossuit,
Outrijve,
Avelgem,
Waarmaarde, Ruien,
Kerkhove, Berchem,
Elsegem, Melden, Petegem-aan-de-Schelde, Leupegem,
Oudenaarde,
Ename, Eine, Heurne, Welden,
Zingem, Nederzwalm, Meilegem,
Dikkelvenne,
Asper,
Gavere,
Vurste, Semmerzake,
Eke, Melsen, Schelderode, Merelbeke,
Zevergem,
Zwijnaarde,
Gent, Ledeberg, Gentbrugge, 
Destelbergen, Heusden, Melle, Kwatrecht, Wetteren, Schellebelle, Uitbergen, Overmere-Donk,
Wichelen,
Berlare, Schoonaarde, Appels,
Zele, Grembergen,
Dendermonde, Moerzeke, Kastel, Baasrode,
Buggenhout,
Sint-Amands,
Mariekerke,
Hamme,
Branst,
Tielrode,
Weert,
Bornem,
Hingene,
Wintam,
Temse,
Steendorp,
Bazel,
Rupelmonde,
Kruibeke,
Burcht,
Schelle,
Hemiksem,
Hoboken,
Antwerpen,
Zwijndrecht,
Kallo,
Doel,
Lillo

### In Nederland

#### Aan de Westerschelde
Woensdrecht, 
Hulst, 
Borsele,
Kapelle,
Reimerswaal,
Sluis,
Terneuzen,
Breskens,
Vlissingen,
Zoutelande
's-Gravenpolder

#### Aan de Oosterschelde
Bergen op Zoom,
Reimerswaal,
Kapelle,
Goes,
Middelburg,
Noord-Beveland,
Schouwen-Duiveland,
Tholen,
Veere